# Auto Zeitung
Auto Zeitung (antigamente: Deutsche Auto-Zeitung – das unabhängige Automagazin) é uma revista automobilística alemã. Editada desde 1969 pela Bauer Media Group é publicada a cada duas semanas na quarta-feira e tem uma circulação paga de 201.692 exemplares. Anualmente são testados mais de 470 automóveis. A sede da redação está localizada em Colônia.
A premiação anual Auto Trophy premia carros de diversas classes que mais satisfazem os leitores da revista.